# 프리츠 위버
프리츠 위버(Fritz William Weaver, 1926년 1월 19일 ~ 2016년 11월 26일)는 미국의 배우이다.
피츠버그에서 태어났으며 맨해튼에서 사망하였다.

## 출연 작품
- 위 윌 네버 해브 파리 (2014년)
- 코블러 (2014년) - 솔로몬 역
- 토마스 크라운 어페어 (1999년)
- 포화 속의 용기: 두 여자 (1997, Stories of Courage: Two Women)
- 블랙 머니 (1995년)
- 포인트맨 (1994년)
- 블라인드 스팟 (1993년)
- 철갑선 매르맥크호 (1991년)
- 프레스턴 스터제스 (1990년) - 나레이터 역
- 또 다른 탄생 (1989년)
- 파워 (1986년)
- 크립쇼 (1982년)
- 코브라의 공포 (1981년)
- 화성 연대기 (1980년)
- 홀로코스트 (1978년)
- 프로테우스4 (1977년) - 알렉스 해리스 역
- 블랙 썬데이 (1977년)
- 마라톤 맨 (1976년)
- 돌고래 알파 (1973년) - 해롤드 드밀로 역
- 봄바람 (1970년)
- 더 크루서블 (1967년)
- 0011 나폴레옹 솔로 - 구사일생 (1964년)
- 핵전략 사령부 (1964년)

### 텔레비전
- 13일의 금요일 - TV 시리즈 (1987년)
- 그레이트 퍼포먼스 (1972년) - 게스트 역
- 명탐정 바나비 존즈 (1973년)
- 제5전선 (1966년)
- FBI (1965년)
- 법과 질서 (1990년)
- 스튜디오 원 (1948년)